# ورق لعب

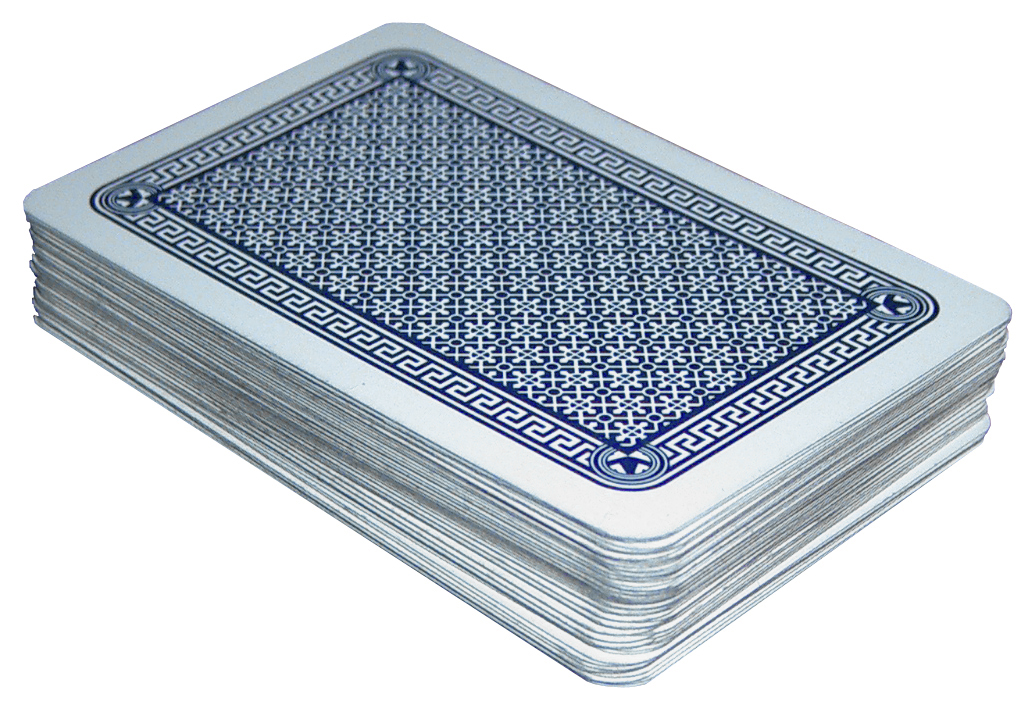
ورق اللعب

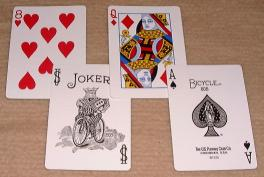
ورق لعب

ورق اللعب أو الكوتشينة (في مصر) أوالكارطة (في المغرب) أو الشدّة (في بعض البلدان) أو الإسكنبيل (من التركية) أو الباصرة وهو عادةً من قطعة من الورق الثقيل أو من البلاستيك الرقيق، وعددها 52 ورقة في أغلب الحالات وبإضافة كارتي جوكر يكون المجموع 54 ورقة لعب، وهي مجموعة كاملة من كروت تستخدم للعب واحدة من العديد من العاب الكروت، والتي تدخل في لعبة القمار مثل ألعاب البوكر. لأن كروت اللعب متاحة، تستخدم أوراق اللعب لأغراض أخرى، مثل الخدع السحرية، أو بناء منزل من البطاقات.

## ترتيب الأوراق
ترتيب الأوراق من الأضعف إلى الأقوى في معظم ألعاب الورق هو (A.K.Q.J.10.9.8.7.6.5.4.3.2)
- A = هو اختصار لكلمة ace والتي تعني الرقم واحد ويطلق عليه الأص أو الأكة أو البِرْلِك وهو أقوى ورقة موجودة في ورق اللعب.
- K = هو اختصار لكلمة King والتي تعني الملك ولكن تنطق في بعض الدول العربية باسم الشايب أو الشيخ أو الختيارأو الباشا.
- Q = هو اختصار لكلمة queen والتي تعني الملكة ويطلق عليها اسم البنت أو البنية.
- J = هو اختصار لكلمة جاك والتي تعني الرجل أو الصاحب ويطلق عليها اسم الشبّ أو الولد .

يمثل كل شكل من الأشكال الأربعة المرسومة على ورق اللعب أحد أعمدة الاقتصاد في العصور الوسطى.
- (الكوبة ♥) تمثل الكنيسة.
- (البستوني ♠) يمثل الجيش.
- (السباتي ♣) يمثل الزراعة.
- (الديناري ♦) يمثل طبقة التجار. [2]

## أصل الأسماء العربية لورق اللعب
في مصر تعرف لعبة الورق بالـ «كوتشينة» وهي تصحيف للكلمة الإيطالية "Cartoncini" وتنطق «كرتونشينى»، وتعني لعبة (البطاقات). أما في الشام، تعرف لعبة الـ «كوتشينة» عموماً بلعبة الـ «شَّدَّة». وفي الخليج العربي بالـ «بالوت/بلوت»، بالإنجليزية "Belote"، على اسم واضع قواعد اللعب «چيان بيلوت»، بالإنجليزية "Jean Belot" في عشرينيات القرن العشرين، وبعض أجزاء بالخليج العربي، خصوصاً في الكويت، تعرف بالـ «جنچفة/زنجفة/كُنْچُفَة» وهي من الكلمة الفارسية «گنجفه»، وتعني ورق (اللعب)، وهي لعبة فارسية قديمة تشبه لعبة الورق الحديثة. كما تعرف في بعض أجزاء الخليج العربي بالـ «بتة أو البطة» خصوصاً في قطر والبحرين واليمن، وهي من الكلمة الهندية "ताश के पत्ते" وتنطق كاملة «طاش كي باتي» وتعني حرفياً مجموعة ورق (اللعب). مؤخراً انتشر مصطلح (لعبة) الورقة في السعودية وقطر. أما في بلدان شمال أفريقيا تعرف بالـ «كارطة»، من الفرنسية "Carte" وتعني البطاقات.  وفي اللغة التركية "Oyun Kâğıdi" وتنطق «أويون كاغدي» وتعني أيضا ورق اللعب أما في التسمية التركية القديمة فهي Iskambil وهذه التسمية (اسكامبيل) تستخدم أيضا في اللهجات المحكية في شمال وشرق سوريا وشمال العراق.
الأسماء العربية الشائعة لورق اللعب هي من أصل إيطالي، حيث أن هناك لعبة ورق إيطالية مكونة من 40 ورقة، مقسمة إلى أربعة أقسام لكل منها اسم ذو معنى باللغة الإيطالية ويلعب بها لعبة شعبية إيطالية اسمها «المقشة» (La Scopa) وتلعب حسب قواعد شبيهة بلعبة الباصرة، وهي تندرج في هذا الجدول:
| بالعربية               | أصله                                                                        | المعنى العربي                      | بالإيطالية | المعنى بالعربية | الرمز |
| ---------------------- | --------------------------------------------------------------------------- | ---------------------------------- | ---------- | --------------- | ----- |
| كاله / سنك             | من اللغة الفارسية «گله» من اللغة التركية "sinek"                            | النزاع الفراشة                     | Bastoni    | العصي           |       |
| شوكت / سامبوكسة / كومي | من اللغة التركية "şevket" من اللغة الفارسية «سنبوسگ» من اللغة العربية «كوم» | صاحب المقام الرفيع المثلثة التجميع | Denari     | الدنانير        |       |
| لال / هاص              | كلمة «لال» من اللغة الهندية "लाल" كلمة «هاص» من اللغة الهندية "साहस"          | اللون الأحمر الروح                 | Coppe      | الكؤوس          |       |
| شيريا / ريش / مشرنف    | من اللغة الهندية "श्री"                                                       | الأملاك                            | Spade      | السيوف          |       |

### التسمية الحديثة الآن (حسب اللهجات المختلفة)
| بستوني/ قلب أسود سبيت / البِك / البِج                        | Spades   | Pique   | Bastoni |  |
| ديناري / دايمن كومي / كاروه                                | Diamonds | Carreau | Denari  |  |
| قلب / حاس / كوبة قلب أحمر / هارت / هارتين                  | Hearts   | Cœur    | Coppe   |  |
| كلفس / سَنَك / شيريا / تريفيل شجرة / زيتونة زهر / سباتي/دبان | Clubs    | Trèfle  | copper  |  |

## أسماء الألعاب
هذه بعض الألعاب التي تلعب بورق اللعب:
إستيميشين  ·  سوليتير  ·  بوكر  ·  بلاك جاك  ·  الثمانيات المجنونة  ·  هاند ريمي (أو كونكان)  ·  طرنيب  ·  بلوت  ·  دفاع  ·  سبعة الكومي  ·  تيكساس هولديم  ·  تركس  ·  ليخة  ·  طنج  ·  باصرة  ·  الشايب  ·  واحد وثلاثون  ·  بوكر  ·  بريدچ  ·  السبعة الكومي. المجنون.